# Akademija znanosti Češke republike
Akademija znanosti Češke republike (češko Akademie věd České republiky, okrajšano AV ČR) je narodna akademija s sedežem v Pragi in poleg univerz vodilna javna znanstvenoraziskovalna ustanova na Češkem. V sedanji obliki obstaja od leta 1992, kot naslednica Češkoslovaške akademije znanosti.
Organizirana je v tri odseke – Odsek za matematiko, fiziko in vede o Zemlji, Odsek za kemijo in vede o življenju ter Odsek za humanistiko in družboslovje. Združuje skupno 57 inštitutov na teh področjih, v sklopu katerih poteka raziskovalno delo, večina ima sedež v Pragi, ostali pa drugod po državi. Okrog 4300 zaposlenih raziskovalcev se ukvarja s temeljnimi in uporabnimi raziskavami, delujejo pa tudi kot svetovalci za vladno politiko v znanosti in sodelujejo z univerzami kot zunanji predavatelji ali mentorji študentov. Poleg tega se akademija ukvarja z znanstvenim in poljudnim založništvom, prek lastne založniške hiše Academia.
Pomembne odločitve o akademiji sprejema akademski zbor, izvršno vlogo ima akademski svet na čelu s predsednikom, o znanstveni usmeritvi pa odloča znanstveni svet. Trenutni predsednik je botaničarka Eva Zažímalová (z mandatom do leta 2025).

## Zgodovina
Prvi predhodnik današnje akademije je bilo Zasebno društvo čeških dežel za razvoj matematike, domovinske zgodovine in naravoslovja, ustanovljeno leta 1770. Leta 1784 je bil ustanovljen neposredni predhodnik, Kraljevo češko društvo učenjakov, najstarejša tovrstna organizacija v Habsburški monarhiji. Koncept akademije kot krovne organizacije za raziskovalne inštitute je zasnoval biolog Jan Evangelista Purkyně med letoma 1861 in 1863.
Na pobudo arhitekta in mecena Josefa Hlávke je bila leta 1890 z dekretom cesarja Franca Jožefa ustanovljena Češka akademija znanosti, književnosti in umetnosti cesarja Franca Jožefa. Ta je privabila nekatere vodilne učenjake v deželi in se uveljavila z vplivnimi publikacijami. V prvi polovici 20. stoletja sta se Češka in Slovaška združili v Češkoslovaško. Sledilo je težavno obdobje pred in med drugo svetovno vojno, leta 1948 pa je oblast prevzela Komunistična partija, ki je uvedla sovjetski model upravljanja. Štiri leta kasneje je bila ustanovljena Češkoslovaška akademija znanosti, ki ji je kljub državni kontroli uspelo ohraniti del programa temeljnih raziskav.
Po žametni revoluciji leta 1989 je ustanova spet pridobila polno avtonomijo. Akademijo je v sedanji obliki ustanovil Češki narodni svet leta 1992, tik pred razpadom Češkoslovaške.